# Foro de São Paulo
El Foro de São Paulo o Foro de San Pablo (en algunos países del Cono Sur) es un foro de partidos y grupos políticos de izquierda de América, desde reformistas centroizquierdistas hasta colectividades políticas de izquierda revolucionaria, fundado por el Partido de los Trabajadores de Brasil en São Paulo en 1990. Según sus fundadores, fue constituido para reunir los esfuerzos de los partidos y movimientos de izquierda, y para debatir sobre el escenario internacional post caída del Muro de Berlín con el objetivo de combatir las consecuencias del neoliberalismo en los países de América.
Los miembros latinoamericanos del Foro de São Paulo tienen voz y voto, sin embargo, a los encuentros del Foro asisten también partidos y movimientos sociales de izquierda de otras regiones del mundo (como Europa y Asia), los cuales solo tienen voz pero no voto (aunque sí votan en las comisiones especiales).

## Historia

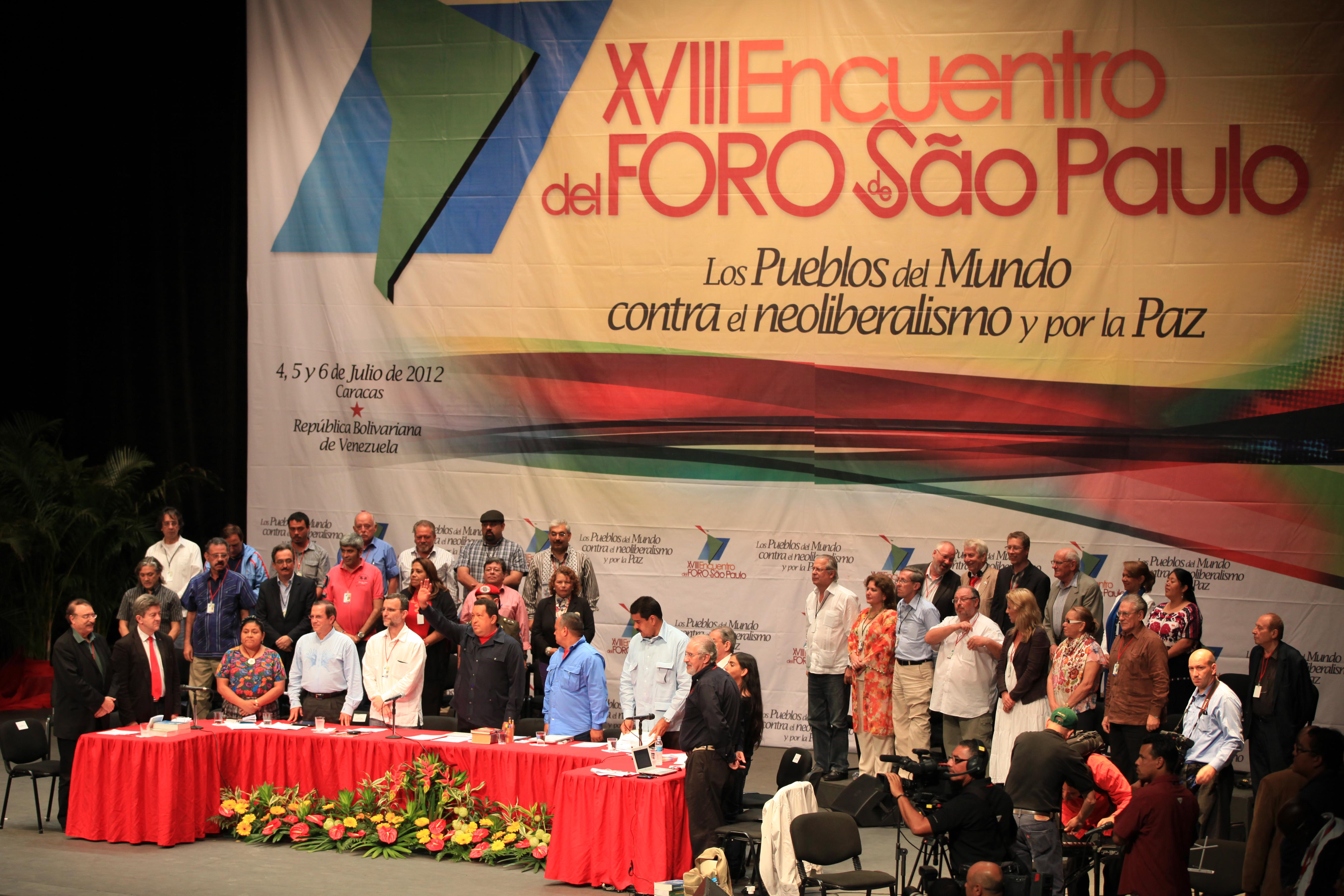
Encuentro XVIII del Foro de São Paulo.

En el momento de su fundación en 1990 el único miembro que ejercía el poder ejecutivo en un país soberano era el Partido Comunista de Cuba. Veinte años después la mayoría de sus miembros accederían mediante las urnas a ejercer el gobierno en distintos países o formarían parte de coaliciones oficialistas, otros llegarían a ser primera fuerza de oposición. 
La elección del militar izquierdista Hugo Chávez en 1998 en Venezuela representó la llegada al poder del primer gobierno de izquierda en muchas décadas en América Latina y el primer gobierno de un partido miembro del Foro de Sāo Paulo (el entonces MVR futuro PSUV) después de Cuba.
Le siguió el triunfo de Luiz Inácio Lula da Silva del Partido de los Trabajadores (PT) en 2002 en Brasil, luego Tabaré Vázquez del Frente Amplio en Uruguay en 2004, Evo Morales por el Movimiento al Socialismo (MAS) en Bolivia en 2005, Michelle Bachelet del Partido Socialista de Chile en 2006, Rafael Correa por Alianza PAIS en Ecuador en 2006, Daniel Ortega por el Frente Sandinista de Liberación Nacional (FSLN) de Nicaragua en 2006, Fernando Lugo por la Alianza Patriótica para el Cambio (hoy Frente Guasú) a la cual pertenecen varios miembros del Foro de Sāo Paulo en Paraguay en 2008, José Mujica por el Frente Amplio en Uruguay en 2009, Mauricio Funes del Frente Farabundo Martí de Liberación Nacional (FMLN) de El Salvador en 2009, Dilma Rousseff por el Partido de los Trabajadores (PT) de Brasil en 2010, Ollanta Humala por el Partido Nacionalista Peruano en 2011, Nicolás Maduro del Partido Socialista Unido de Venezuela (PSUV) en 2013. 
Michelle Bachelet del Partido Socialista de Chile nuevamente ganó las elecciones en 2014 y Salvador Sánchez Cerén del Frente Farabundo Martí de Liberación Nacional (FMLN) en 2014. También hubo miembros del Foro de Sāo Paulo que han formado parte de las coaliciones gubernamentales que respaldaron la candidatura y eventual gobierno tanto de Néstor Kirchner como de su sucesora y esposa Cristina Fernández en Argentina, como el caso del Partido Comunista de Argentina Congreso Extraordinario.
También puede destacarse que los partidos dominicanos Partido Revolucionario Moderno Alianza País y Partido Revolucionario Dominicano ambos son miembros del Foro y el PRD ha tenido varios gobiernos en República Dominicana.
En México, MORENA es la principal fuerza política nacional con Andrés Manuel López Obrador (AMLO) como presidente de la República durante el período anterior (2018-2024) y posteriormente con Claudia Sheinbaum en la presidencia para el período actual (2024-2030).
Organizaciones como las Fuerzas Armadas Revolucionarias de Colombia (FARC, parcialmente desmovilizadas en 2017) convirtiéndose en dos alas: las disidencias de las FARC (grupo Armado Fuerzas Armadas Revolucionarias de Colombia) y el grupo político FARC (Fuerza Alternativa Revolucionaria del Común) y el Ejército de Liberación Nacional (ELN) participaban en los foros aunque el PT de Brasil niega que hayan sido miembros.
El 27 de mayo de 1996, el entonces miembro de las FARC, alias 'Raúl Reyes' participó en representación del Secretariado de las FARC en el sexto encuentro del Foro de Sāo Paulo. En esa ocasión, Reyes leyó un mensaje del comandante de las FARC, alias 'Manuel Marulanda'.
Desde el 2005, el PT de Brasil no permitió a las FARC participar más en el foro. Las FARC, por su parte, pidieron formalmente participación activa en el foro. Pese a ello participaron de otras organizaciones, junto a otros miembros del Foro de Sāo Paulo, como la Coordinadora Continental Bolivariana. 
La asociación con Hugo Chávez, su sucesor Nicolás Maduro y el «chavismo» por la pertenencia al Foro ha reverberado en las campañas electorales de diversos países latinoamericanos. Algunas personalidades latinoamericanas de corriente socialista y comunista, opinan que los medios de comunicación señalan a los partidos miembros del Foro por ser «chavistas» y por desear imponer sistemas similares al venezolano. Esto sucedió, por ejemplo, con los procesos electorales de Ollanta Humala en Perú, José María Villalta en Costa Rica, Salvador Sánchez Cerén en El Salvador, Alejandro Guillier en Chile y Gustavo Petro en Colombia.

## Encuentros
| N.º | Localización              | Año  |
| --- | ------------------------- | ---- |
| 1   | São Paulo, Brasil         | 1990 |
| 2   | Ciudad de México, México  | 1991 |
| 3   | Managua, Nicaragua        | 1992 |
| 4   | La Habana, Cuba           | 1993 |
| 5   | Montevideo, Uruguay       | 1995 |
| 6   | San Salvador, El Salvador | 1996 |
| 7   | Porto Alegre, Brasil      | 1997 |
| 8   | Ciudad de México, México  | 1998 |

| N.º | Localización                   | Año  |
| --- | ------------------------------ | ---- |
| 9   | Tampico, México                | 1999 |
| 10  | Managua, Nicaragua             | 2000 |
| 11  | La Habana, Cuba                | 2001 |
| 12  | Ciudad de Guatemala, Guatemala | 2002 |
| 13  | Quito, Ecuador                 | 2003 |
| 14  | São Paulo, Brasil              | 2005 |
| 15  | San Salvador, El Salvador      | 2007 |
| 16  | Montevideo, Uruguay            | 2008 |

| N.º | Localización              | Año  |
| --- | ------------------------- | ---- |
| 17  | Ciudad de México, México  | 2009 |
| 18  | Buenos Aires, Argentina   | 2010 |
| 19  | Managua, Nicaragua        | 2011 |
| 20  | Caracas, Venezuela        | 2012 |
| 21  | São Paulo, Brasil         | 2013 |
| 22  | La Paz, Bolivia           | 2014 |
| 23  | Ciudad de México, México  | 2015 |
| 24  | San Salvador, El Salvador | 2016 |

| N.º | Localización          | Año  |
| --- | --------------------- | ---- |
| 25  | Managua, Nicaragua    | 2017 |
| 26  | La Habana, Cuba       | 2018 |
| 27  | Caracas, Venezuela    | 2019 |
| 28  | Brasilia, Brasil      | 2023 |
| 29  | Tegucigalpa, Honduras | 2024 |

## Lista de miembros
Los siguientes son miembros y participantes del foro de Sao Paulo, divididos entre 18 países:
| País        | Organización con membresía                         | Relación con el gobierno     |
| ----------- | -------------------------------------------------- | ---------------------------- |
| Argentina   | Partido Comunista Argentino                        | Oposición                    |
| Argentina   | Partido Comunista (Congreso Extraordinario)        | Oposición                    |
| Argentina   | Partido Comunista Revolucionario                   | Oposición                    |
| Argentina   | Movimiento Evita                                   | Oposición                    |
| Argentina   | Frente Grande                                      | Oposición                    |
| Argentina   | Partido Socialista                                 | Oposición                    |
| Argentina   | Partido Solidario                                  | Oposición                    |
| Argentina   | Partido Intransigente                              | Oposición                    |
| Argentina   | Partido Humanista                                  | Oposición extraparlamentaria |
| Argentina   | Movimiento Libres del Sur                          | Oposición extraparlamentaria |
| Aruba       | Red Electoral Democrática                          | Oposición extraparlamentaria |
| Barbados    | Partido Popular de Empoderamiento                  | Oposición extraparlamentaria |
| Bolivia     | Movimiento al Socialismo                           | Gobierno                     |
| Brasil      | Partido de los Trabajadores                        | Gobierno                     |
| Brasil      | Partido Democrático Trabalhista                    | En coalición                 |
| Brasil      | Partido Comunista de Brasil                        | Gobierno                     |
| Brasil      | Partido Comunista Brasileño                        | Apoyo extraparlamentario     |
| Chile       | Partido Socialista de Chile                        | Gobierno                     |
| Chile       | Partido Comunista                                  | Gobierno                     |
| Chile       | Izquierda Libertaria                               | Gobierno                     |
| Chile       | Partido Humanista                                  | Gobierno                     |
| Chile       | Movimiento de Izquierda Revolucionaria             | Oposición extraparlamentaria |
| Colombia    | Alianza Verde                                      | En coalición                 |
| Colombia    | Partido Comunista Colombiano                       | Gobierno                     |
| Colombia    | Unión Patriótica                                   | Gobierno                     |
| Colombia    | Movimiento Alternativo Indígena y Social           | Gobierno                     |
| Colombia    | Polo Democrático Alternativo                       | Gobierno                     |
| Colombia    | Comunes                                            | Gobierno                     |
| Colombia    | Marcha Patriótica                                  | Apoyo extraparlamentario     |
| Colombia    | Presentes por el Socialismo                        | Apoyo extraparlamentario     |
| Costa Rica  | Frente Amplio                                      | Oposición                    |
| Costa Rica  | Vanguardia Popular                                 | Oposición extraparlamentaria |
| Cuba        | Partido Comunista de Cuba                          | Partido único                |
| Ecuador     | Movimiento Revolución Ciudadana                    | Oposición                    |
| Ecuador     | Movimiento de Unidad Plurinacional Pachakutik      | Oposición                    |
| Ecuador     | Partido Socialista Ecuatoriano                     | Oposición                    |
| Ecuador     | Partido Comunista Ecuatoriano                      | Oposición extraparlamentaria |
| Ecuador     | Partido Comunista del Ecuador                      | Oposición extraparlamentaria |
| Ecuador     | Partido Comunista Marxista Leninista del Ecuador   | Oposición extraparlamentaria |
| El Salvador | Frente Farabundo Martí para la Liberación Nacional | Oposición                    |
| Guatemala   | Movimiento Político Winaq                          | Gobierno                     |
| Guatemala   | Unidad Revolucionaria Nacional Guatemalteca        | Apoyo extraparlamentario     |
| Haití       | Organización del Pueblo en Lucha                   | Oposición                    |
| Honduras    | Libertad y Refundación                             | Gobierno                     |
| México      | Partido del Trabajo                                | Gobierno                     |
| México      | Movimiento Regeneración Nacional                   | Gobierno                     |
| Nicaragua   | Frente Sandinista de Liberación Nacional           | Gobierno                     |

| País                 | Organización con membresía                     | Relación con el gobierno     |
| -------------------- | ---------------------------------------------- | ---------------------------- |
| Panamá               | Partido Revolucionario Democrático             | Oposición                    |
| Paraguay             | Frente Guasú                                   | Oposición                    |
| Paraguay             | Partido Participación Ciudadana                | Oposición                    |
| Paraguay             | Partido País Solidario                         | Oposición                    |
| Paraguay             | Partido Popular Tekojoja                       | Oposición                    |
| Paraguay             | Partido Convergencia Popular Socialista        | Oposición                    |
| Paraguay             | Partido Revolucionario Febrerista              | Oposición extraparlamentaria |
| Paraguay             | Partido Comunista Paraguayo                    | Oposición extraparlamentaria |
| Paraguay             | Partido del Movimiento al Socialismo           | Oposición extraparlamentaria |
| Perú                 | Perú Libre                                     | Oposición                    |
| Perú                 | Partido Comunista Peruano                      | Oposición                    |
| Perú                 | Partido Humanista Peruano                      | Oposición                    |
| Perú                 | Partido Comunista del Perú - Patria Roja       | Oposición extraparlamentaria |
| Perú                 | Partido Socialista                             | Oposición extraparlamentaria |
| Perú                 | Partido Nacionalista Peruano                   | Oposición extraparlamentaria |
| Perú                 | Tierra y Libertad                              | Oposición extraparlamentaria |
| Puerto Rico          | Partido comunista de Puerto Rico               | Oposición extraparlamentaria |
| Puerto Rico          | Movimiento Independentista Nacional Hostosiano | Oposición extraparlamentaria |
| Puerto Rico          | Movimiento Nacionalista Revolucionario         | Oposición extraparlamentaria |
| Puerto Rico          | Frente Socialista                              | Oposición extraparlamentaria |
| República Dominicana | Partido Revolucionario Moderno                 | Gobierno                     |
| República Dominicana | Alianza por la Democracia                      | Gobierno                     |
| República Dominicana | Frente Amplio                                  | Gobierno                     |
| República Dominicana | Partido Revolucionario Dominicano              | Oposición                    |
| República Dominicana | Alianza País                                   | Oposición                    |
| República Dominicana | Fuerza del Pueblo                              | Oposición                    |
| República Dominicana | Partido de la Liberación Dominicana            | Oposición                    |
| República Dominicana | Opción Democrática                             | Oposición                    |
| Santa Lucía          | Partido Laborista de Santa Lucía               | Gobierno                     |
| Uruguay              | Frente Amplio                                  | Gobierno                     |
| Uruguay              | Asamblea Uruguay                               | Gobierno                     |
| Uruguay              | Movimiento de Participación Popular            | Gobierno                     |
| Uruguay              | Partido Comunista de Uruguay                   | Gobierno                     |
| Uruguay              | Partido Socialista de Uruguay                  | Gobierno                     |
| Uruguay              | Partido por la Victoria del Pueblo             | Gobierno                     |
| Uruguay              | Seregnistas                                    | Gobierno                     |
| Uruguay              | El Abrazo                                      | Gobierno                     |
| Uruguay              | Vertiente Artiguista                           | Gobierno                     |
| Uruguay              | Unión de Izquierda Republicana                 | Gobierno                     |
| Uruguay              | Espacio Socialdemócrata Amplio                 | Gobierno                     |
| Uruguay              | Partido Obrero Revolucionario                  | Gobierno                     |
| Uruguay              | Movimiento 26 de Marzo                         | Oposición extraparlamentaria |
| Venezuela            | Partido Socialista Unido de Venezuela          | Gobierno                     |
| Venezuela            | Patria Para Todos                              | Gobierno                     |
| Venezuela            | Movimiento Somos Venezuela                     | Gobierno                     |
| Venezuela            | Partido Comunista de Venezuela                 | Oposición                    |

### Antiguos miembros
| País    | Partido                              | Motivo |
| ------- | ------------------------------------ | --- |
| Brasil  | Ciudadanía                           | Se retiró del Foro en 2004 debido al apoyo del Foro a los gobiernos de Fidel Castro y Hugo Chávez en Cuba y Venezuela. |
| Brasil  | Partido Socialista Brasileño         | Se retiró en 2019 debido al apoyo del foro al gobierno de Nicolás Maduro en Venezuela.                                 |
| Ecuador | Alianza PAIS                         | Se retiró en 2021 tras el cambio de nombre a Movimiento MOVER.                                                         |
| México  | Partido de la Revolución Democrática | El partido perdió el registro en las elecciones de 2024.                                                               |

## Participantes

### En el gobierno
Los siguientes 13 países están siendo gobernados por mandatarios y partidos miembros del Foro de São Paulo.
- Bolivia - Luis Arce (Movimiento al Socialismo) (2020-presente)
- Brasil - Lula da Silva (Trabajadores y Comunistas) (en coalición con Laboristas) (2023-presente)
- Chile - Gabriel Boric (Apruebo Dignidad) (Coalición de Socialistas, Comunistas, Humanistas y la Izquierda Libertaria) (2022-presente)
- Colombia - Gustavo Petro (Pacto Histórico; que incluye Comunistas, Comunes, Unión Patriótica, el Polo Democrático Alternativo y MAIS) (en coalición con Verdes) (2022-presente)
- Cuba - Miguel Díaz-Canel (Comunista) (partido único) (2018-presente)
- Guatemala - Bernardo Arévalo (Movimiento Semilla), (en alianza con WINAQ - URNG) (2024-presente)
- Honduras - Xiomara Castro (Libertad y Refundación) (2022-presente)
- México - Claudia Sheinbaum (Movimiento Regeneración Nacional y el Partido del Trabajo) (2024-presente)
- Nicaragua - Daniel Ortega (Frente Sandinista de Liberación Nacional) (2007-presente)
- República Dominicana - Luis Abinader  (Partido Revolucionario Moderno y Alianza por la Democracia)[25] (2020-presente)
- Santa Lucía - Philip J. Pierre (Laborista) (2021-presente)
- Uruguay - Yamandú Orsi (Frente Amplio, que incluye Asambleístas, MPP, Comunistas, Socialistas, Victoria del Pueblo, Seregnistas, El Abrazo, Artiguistas, UNIR, ESA) (2025-presente)
- Venezuela - Nicolás Maduro (Socialista Unido de Venezuela) (en coalición con Patria Para Todos y Movimiento Somos Venezuela) (2013-presente)

### Gobiernos alineados
Los siguientes partidos o coaliciones de centroizquierda e izquierda, que actualmente están en el gobierno, aunque no son miembros del foro, mantienen buenas relaciones y se han integrado con los miembros del FSP:
- San Vicente y las Granadinas - Partido de la Unidad Laborista (2001-presente)[26]
- España – Izquierda Unida (2020-presente)

## Teorías de la conspiración
Desde que existe, se han difundido varias teorías contra el Foro. En Brasil surgió como una noticia publicada en Facebook la idea de una supuesta Unión de Repúblicas Socialistas de América Latina (URSAL), que fue retomada por algunos usuarios y la relacionaron con el Foro de Sao Paulo, el seno en donde estaría cocinándose un maquiavélico plan obscuro para instaurarla a la fuerza. El bulo llegó tan lejos que el candidato de ultraderecha Cabo Daciolo la mencionó en un debate presidencial en 2018, donde dijo que existía un «plan secreto» que forma parte del Nuevo Orden Mundial para suprimir las fronteras en América Latina y experimentar el comunismo, y que en un gobierno suyo no lo permitiría.
Varios jefes de Estado y líderes de derecha latinoamericanos han alertado acerca de aspectos de los acuerdos del foro: El expresidente colombiano y exsenador Álvaro Uribe acusó con pruebas a «agentes bolivarianos» y «anarquistas internacionales» de estar detrás de las protestas en Colombia que se produjeron en el gobierno de su sucesor y compartidario; el presidente Duque. Aunque guerrillas de extrema izquierda, así como agentes internacionales, han efectivamente infiltrado la protesta social en Colombia a diversos niveles.
El expresidente brasileño Jair Bolsonaro ha dicho que el Foro de Sao Paulo fue creado por facciones criminales que intentan dominar América Latina y que se reunían para discutir su «proyecto de poder totalitario».
El finalizado gobierno interino de Jeanine Añez en Bolivia, o el de Sebastián Piñera en Chile, todos de signo conservador, han acusado la presencia de supuestos agentes extranjeros en las protestas que se realizaron en sus respectivos países en 2019, hablando de actos de desestabilización y violencia, con el fantasma del Foro de Sao Paulo en sus discursos, cuando se justifican y a sus gobiernos ante las acusaciones de represión y violación de los derechos humanos que han surgido en las manifestaciones.
En México las teorías conspirativas han sido retomadas por el grupo ultraderechista autodenominado “Frente Nacional Anti-AMLO (FRENAAA)”, cuyos integrantes afirman que el presidente Andrés Manuel López Obrador es manejado por «comunistas», y es un títere de George Soros, los peyorativamente denominados Lobby gay u otros supuestos entes como la familia Rockefeller, y cuyo objetivo es expulsarlo de la presidencia de México.
Igualmente, el papa Francisco ha querido ser visto por estos sectores como un supuesto simpatizante del ALBA, del Foro de Sao Paulo o de otros entes que ellos identifican como «bolivarianos». En esta misma línea, políticos y personajes neoconservadores en los Estados Unidos han llamado al Papa «marxista» o «radical». Las ramificaciones de las teorías más extremas sobre el Papa en ese país lo ligan a una supuesta red de pederastas y abusadores satánicos que operan para el Partido Demócrata.